# Podbrđe (Chorwacja)
Podbrđe – wieś w Chorwacji, w żupanii sisacko-moslawińskiej, w gminie Popovača. W 2011 roku liczyła 180 mieszkańców.